# Cartagena (Spania)
Cartagena este un oraș spaniol situat la Marea Mediterană, făcând parte din comunitatea autonomă Región de Murcia, și fiind singurul oraș spaniol ce deține sediul Ansamblului Regional (având în vedere că această instituție politică își are sediul de drept în orașele capitale de comunități autonome).
Orașul a fost fondat sub numele de Qart Hadasht de către cartaginezul Hasdrubal „cel Frumos” în anul 227 î.Hr. pe amplasamentul fostei așezări iberice Mastia.